# Gmina Tomin
Gmina Tomin (alb. Komuna Tomin) – gmina  położona w środkowej części Albanii. Administracyjnie należy do okręgu Dibra w obwodzie Dibra. W 2011 roku populacja gminy wynosiła 2780 w tym 3883 kobiet oraz 3707 mężczyzn, z czego Albańczycy stanowili 94,99% mieszkańców.
W skład gminy wchodzi czternaście miejscowości: Tomini, Brezhdani, Çetushi, Dohoshishti, Pilafi, Pollozhani, Rashnopoja, Selanaj, Ushtelenza, Bahutaj, Staraveci, Shimçani, Zimuri, Zdojani.